# Overijse

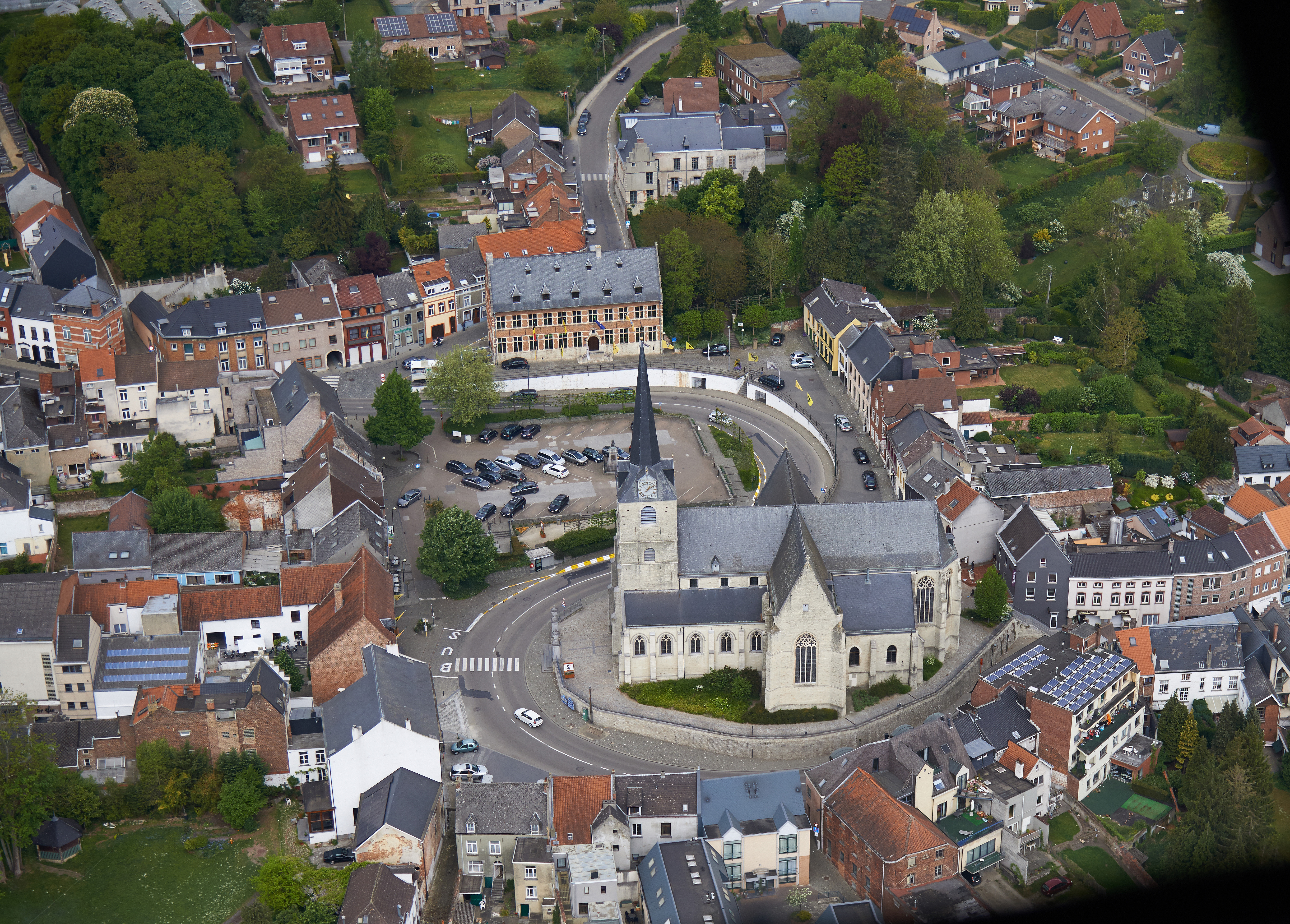
Dorpscentrum

Overijse is een plaats en gemeente in de Belgische provincie Vlaams-Brabant en het arrondissement Halle-Vilvoorde. De gemeente ligt in het hart van de Druivenstreek en maakt deel uit van het Regionaal Landschap Dijleland. Overijse is een taalgrensgemeente, maar geen faciliteitengemeente.

## Geografie
Overijse ligt in de geografische regio Brabantse Ardennen. Sinds het vastleggen van de taalgrens in 1963 is de publicitaire indeling bij de toeristische regio Brabantse Ardennen - Ardennes brabançonnes in onbruik geraakt. In het zuiden van de gemeente ligt het Meer van Genval waarvan de noordelijke en oostelijke oevers de grens met de Waals-Brabantse gemeente Rixensart vormen.
De gemeente Overijse grenst aan het Brussels Hoofdstedelijk Gewest en behoort dus tot de Brusselse Rand.

Overijse telt ruim 25.000 inwoners. Naast Overijse-centrum bestaat de gemeente uit de gehuchten Maleizen, Terlanen, Jezus-Eik, Tombeek en Eizer. Overijse is in 1976 niet gefuseerd met buurgemeenten, waardoor het geen deelgemeenten heeft. Met het oog op een eventuele, volgende fusie-operatie in Vlaanderen werd in 2023 aarzelend de aanzet gegeven voor een nauwere samenwerking met de aangrenzende gemeente Tervuren. 
Overijse en buurgemeente Hoeilaart vormen het hart van de Druivenstreek. Jaarlijks worden er in augustus druivenfeesten georganiseerd en enkele sportwedstrijden waaronder de Druivenkoers, Brabantse Pijl en de Druivencross.
De naam van de gemeente is terug te voeren op de ligging van het dorp Overijse aan de bovenloop van de IJse. De toponymische tegenhanger is de Huldenbergse deelgemeente Neerijse, gelegen aan de samenvloeiing met de Dijle.
Zeer beeldbepalend voor de dorpskern van Overijse is de zogenaamde S-bocht die in een steile afdaling rondom de Sint-Martinuskerk slingert en deel uitmaakt van de N4-gewestweg. Deze laatste vormde vroeger, voor de aanleg van de A4 / E411, de hoofdverbindingsweg van Brussel met de Ardennen en Luxemburg.

## Bezienswaardigheden
- De Sint-Martinuskerk, een laat-gotische kerk met als belangrijkste bezienswaardigheden het schip (1489), het koor (1520) en gedeeltelijk romaanse toren uit de 12e eeuw.
- Kasteel van IJse (17e eeuw) met hoofdgevels (16e eeuw) en jachtpaviljoen uit de 15e eeuw.
- De Kelle, een dorpsfontein
- Het Kasteel Bisdom
- Het gemeentehuis (1503-1505), gerestaureerd in 1963.
- De Begijnhofkapel, een gotische kapel uit de 15e eeuw.
- De Onze-Lieve-Vrouw-van-Hallekapel
- De Sint-Barbarakapel
- De Oude Molen, een watermolen

Tot Overijse behoren ook de plaatsen Jezus-Eik, Eizer, Maleizen, Tombeek en Terlanen.

## Natuur en landschap
Overijse ligt op een hoogte van 33-122 meter, aan de IJse, die een insnijding vormt in het Brabants Plateau. Langs de IJse liggen vijvers  en men vindt er het Hagaardbos. Het centrum, met de kerk, heeft steile hellingen.

## Demografische ontwikkeling
- Bronnen:NIS, Opm:1806 tot en met 1981=volkstellingen; 1990 en later= inwonertal op 1 januari

| Inwoners van jaar tot jaar op 1 januari 1992 tot heden | Inwoners van jaar tot jaar op 1 januari 1992 tot heden | Inwoners van jaar tot jaar op 1 januari 1992 tot heden |
| jaar                                                   | Aantal                                                 | Evolutie: 1992=index 100                               |
| ------------------------------------------------------ | ------------------------------------------------------ | ------------------------------------------------------ |
| 1992                                                   | 23.111                                                 | 100,0                                                  |
| 1993                                                   | 23.066                                                 | 99,8                                                   |
| 1994                                                   | 23.382                                                 | 101,2                                                  |
| 1995                                                   | 23.469                                                 | 101,5                                                  |
| 1996                                                   | 23.591                                                 | 102,1                                                  |
| 1997                                                   | 23.726                                                 | 102,7                                                  |
| 1998                                                   | 23.706                                                 | 102,6                                                  |
| 1999                                                   | 23.765                                                 | 102,8                                                  |
| 2000                                                   | 23.738                                                 | 102,7                                                  |
| 2001                                                   | 23.846                                                 | 103,2                                                  |
| 2002                                                   | 23.864                                                 | 103,3                                                  |
| 2003                                                   | 23.739                                                 | 102,7                                                  |
| 2004                                                   | 23.955                                                 | 103,7                                                  |
| 2005                                                   | 24.084                                                 | 104,2                                                  |
| 2006                                                   | 24.067                                                 | 104,1                                                  |
| 2007                                                   | 24.164                                                 | 104,6                                                  |
| 2008                                                   | 24.368                                                 | 105,4                                                  |
| 2009                                                   | 24.401                                                 | 105,6                                                  |
| 2010                                                   | 24.430                                                 | 105,7                                                  |
| 2011                                                   | 24.517                                                 | 106,1                                                  |
| 2012                                                   | 24.716                                                 | 106,9                                                  |
| 2013                                                   | 24.704                                                 | 106,9                                                  |
| 2014                                                   | 24.643                                                 | 106,6                                                  |
| 2015                                                   | 24.774                                                 | 107,2                                                  |
| 2016                                                   | 24.959                                                 | 108,0                                                  |
| 2017                                                   | 25.024                                                 | 108,3                                                  |
| 2018                                                   | 25.169                                                 | 108,9                                                  |
| 2019                                                   | 25.403                                                 | 109,9                                                  |
| 2020                                                   | 25.497                                                 | 110,3                                                  |
| 2021                                                   | 25.655                                                 | 111,0                                                  |
| 2022                                                   | 25.888                                                 | 112,0                                                  |
| 2023                                                   | 25.978                                                 | 112,4                                                  |
| 2024                                                   | 25.970                                                 | 112,4                                                  |
| 2025                                                   | 26.250                                                 | 113,6                                                  |

## Buurtspoorweg
Van 1894 tot 1966 was er een NMVB-stoomtramlijn tussen Groenendaal en Overijse. Deze tramlijn 293 (NMVB)/Brabant was een van de weinige lijnen die geen connectie hadden met andere 'boerentram'-lijnen, en een van de slechts vier NMVB-lijnen met normaalspoor. De oude baan is nu deels fietspad. Het tramstation met remise is nog aanwezig en als brasserie in gebruik.

## Sport
Tempo Overijse is een voetbalclub uit Overijse en komt uit in de nationale reeksen. De club voetbalt in het Begijnhofstadion gelegen in het Begijnhof van Overijse. BC Terlanen-Overijse of kortweg BCTO is een basketbalclub die uitkomt in de provinciale reeksen van het basketbal. Tennis Panorama heeft met de Panorama Tennis Academie (PTA) een toptennisschool en is de enige Vlaams-Brabantse club die naast een Kids Development Training Center (7-12 jaar) ook over een Junior Development Training Center (12-18 jaar) beschikt.
Jaarlijks vinden in Overijse de Druivenkoers (wielerwedstrijd) en de Druivencross (veldrit) plaats.

## Politiek

### Burgemeesters
- 1972-1983: Renaat Brankaer (CVP)
- 1984-1994: Jozef Depré (CVP)
- 1994-2000: Eric Schamp (CD&V)
- 2001-2017: Dirk Brankaer (OV2002-N-VA-CD&V)
- 2017-2018:  Inge Lenseclaes (OV2002-N-VA-CD&V)
- 2019-2024:  Inge Lenseclaes (OV2002-N-VA)
- 2024-heden:  Inge Lenseclaes (OV2002-N-VA-CD&V)

### Bestuur 2013-2018
Burgemeester is Inge Lenseclaes (OV2002-N-VA-CD&V). Zij leidt een coalitie bestaande uit OV2002-N-VA-CD&V en Open Vld. Samen vormen ze de meerderheid met 18 op 27 zetels.

### Bestuur 2019-2024
Burgemeester is Inge Lenseclaes (OV2002-N-VA). Zij leidt een coalitie bestaande uit OV2002-N-VA, Open Vld-Groen. Samen vormen ze de meerderheid met 19 op 29 zetels.

### Bestuur 2024-2030
Burgemeester is Inge Lenseclaes (OV2002-N-VA-CD&V). Zij leidt een coalitie bestaande uit OV2002-N-VA-CD&V en DynamiekVoorOverijse. Samen vormen ze een meerderheid van 15 op 29 zetels.

### Resultaten gemeenteraadsverkiezingen sinds 1976
| Partij               | Partij                                                                          | 10-10-1976 | 10-10-1976 | 10-10-1982 | 10-10-1982 | 9-10-1988 | 9-10-1988 | 9-10-1994 | 9-10-1994 | 8-10-2000 | 8-10-2000 | 8-10-2006 | 8-10-2006 | 14-10-2012 | 14-10-2012 | 14-10-2018 | 14-10-2018 | 13-10-2024 | 13-10-2024 |
| Stemmen / Zetels     | Stemmen / Zetels                                                                | %          | 25         | %          | 27         | %         | 27        | %         | 27        | %         | 27        | %         | 27        | %          | 27         | %          | 29         | %          | 29         |
| -------------------- | ------------------------------------------------------------------------------- | ---------- | ---------- | ---------- | ---------- | --------- | --------- | --------- | --------- | --------- | --------- | --------- | --------- | ---------- | ---------- | ---------- | ---------- | ---------- | ---------- |
|                      | CVP1 / OV2002-N-VA-CD&VA / CD&V2                                                | 35,831     | 10         | 40,631     | 15         | 43,061    | 13        | 36,761    | 11        | -         |           | 39,8A     | 13        | 41,44A     | 13         | 11,52      | 3          | 40,7A      | 14         |
|                      | VU1 / OV2002-N-VA-CD&VA / Overijse2002-N-VA2                                    | 14,881     | 3          | 7,081      | 1          | 5,981     | 1         | -         |           | -         |           | 39,8A     | 13        | 41,44A     | 13         | 29,42      | 10         | 40,7A      | 14         |
|                      | OVZOOZ1 / OV2002-N-VA-CD&VA / Overijse2002-N-VA2                                | -          |            | -          |            | -         |           | 12,551    | 3         | 30,191    | 9         | 39,8A     | 13        | 41,44A     | 13         | 29,42      | 10         | 40,7A      | 14         |
|                      | PVV-SPB / PVV1 /VLD2 / VLD-SPC / Open Vld3 / OPENVLDGROENOVERIJSEE / Team 3090F | 14,17B     | 3          | 11,691     | 3          | 13,81     | 3         | 11,432    | 3         | 14,67C    | 4         | 11,222    | 3         | 17,973     | 5          | 26,8E      | 9          | 33,9F      | 11         |
|                      | PVV-SPB / SP1 / VLD-SPC / Groen!-sp.aD                                          | 14,17B     | 3          | 5,431      | 1          | 6,051     | 1         | -         |           | 14,67C    | 4         | 8,14D     | 1         | -          |            | 26,8E      | 9          | 33,9F      | 11         |
|                      | Agalev1 / Groen!-sp.aD / Groen2 / OPENVLDGROENOVERIJSEE / Team 3090F            | -          |            | -          |            | -         |           | -         |           | 5,931     | 1         | 8,14D     | 1         | 11,832     | 2          | 26,8E      | 9          | 33,9F      | 11         |
|                      | Vlaams Blok1 / Vlaams Belang2 / Leefbaar Overijse3                              | -          |            | -          |            | 1,821     | 0         | 3,321     | 0         | 5,211     | 0         | 6,462     | 1         | 4,492      | 0          | 6,93       | 1          | 7,93       | 1          |
|                      | PRL-PSC1 / CDOV-Blauw-PlusF / PLUS2 / Overijse Plus3                            | -          |            | 15,131     | 4          | -         |           | -         |           | -         |           | 21,71F    | 6         | 24,262     | 7          | 20,93      | 6          |            | -          |
|                      | LB1 / CDOV-Blauw-PlusF / Bewust2                                                | -          |            | -          |            | -         |           | -         |           | 16,341    | 4         | 21,71F    | 6         | -          |            | 4,42       | 0          | -          |            |
|                      | FEL OVERIJSE                                                                    | -          |            | -          |            | -         |           | -         |           | -         |           | -         |           | -          |            | -          |            | 9,9        | 2          |
|                      | DynamiekVoorOverijse                                                            | -          |            | -          |            | -         |           | -         |           | -         |           | -         |           | -          |            | -          |            | 7,6        | 1          |
|                      | UF                                                                              | -          |            | -          |            | -         |           | -         |           | -         |           | 12,68     | 3         | -          |            | -          |            | -          |            |
|                      | UNION                                                                           | -          |            | -          |            | 29,28     | 9         | 31,68     | 10        | 27,65     | 9         | -         |           | -          |            | -          |            | -          |            |
|                      | RAD-NGB                                                                         | -          |            | 7,35       | 1          | -         |           | -         |           | -         |           | -         |           | -          |            | -          |            | -          |            |
|                      | FDF                                                                             | 16         | 4          | 9,5        | 2          | -         |           | -         |           | -         |           | -         |           | -          |            | -          |            | -          |            |
|                      | NG                                                                              | 19,12      | 5          | -          |            | -         |           | -         |           | -         |           | -         |           | -          |            | -          |            | -          |            |
| Anderen(*)           | Anderen(*)                                                                      | -          |            | 3,19       | 0          | -         |           | 4,26      | 0         | -         |           | -         |           | -          |            | -          |            | -          |            |
| Totaal stemmen       | Totaal stemmen                                                                  | 11690      | 11690      | 13014      | 13014      | 13562     | 13562     | 13579     | 13579     | 14087     | 14087     | 14459     | 14459     | 14115      | 14115      | 15009      | 15009      | 10919      | 10919      |
| Opkomst %            | Opkomst %                                                                       |            |            |            |            | 93,09     | 93,09     | 92,47     | 92,47     | 90,84     | 90,84     | 91,93     | 91,93     | 88,05      | 88,05      | 89,9       | 89,9       | 63,1       | 63,1       |
| Blanco en ongeldig % | Blanco en ongeldig %                                                            | 3,44       | 3,44       | 3,14       | 3,14       | 3,75      | 3,75      | 4,17      | 4,17      | 5,01      | 5,01      | 2,94      | 2,94      | 3,07       | 3,07       | 5,0        | 5,0        | 2,8        | 2,8        |

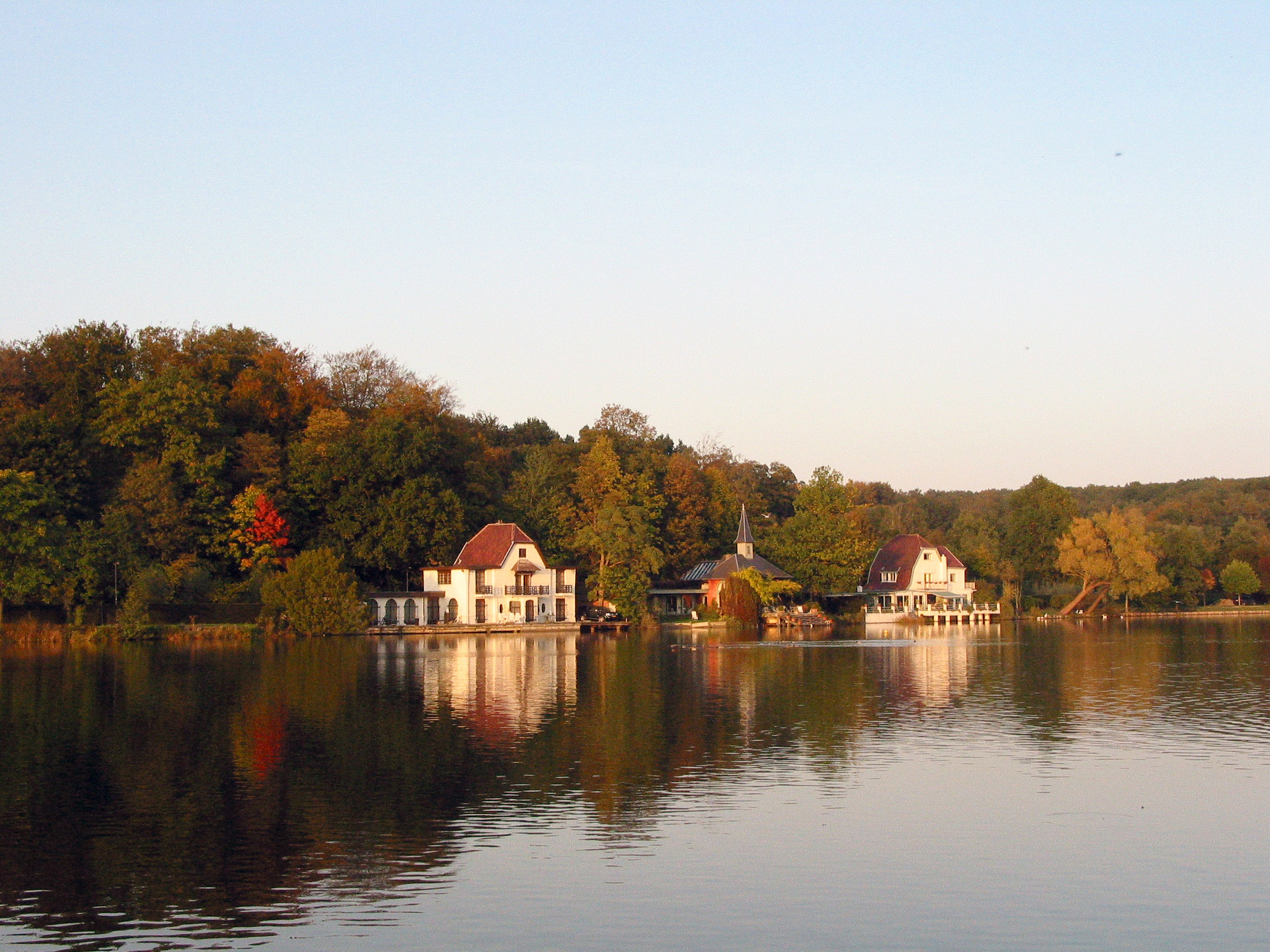
Het meer van Overijse-Genval

De zetels van de gevormde meerderheid staan vetjes afgedrukt. De grootste partij staat in kleur.

De rode cijfers naast de gegevens duiden aan onder welke naam de partijen telkens bij een verkiezing opkwamen.

(*) 1982: ECOVER / 1994: SPIL

## Bekende personen uit Overijse
- Gerard Alsteens (GAL) (1940), politiek cartoonist, kunstschilder en illustrator[14][15][16]
- Walter Baele (1964), acteur
- Veerle Baetens (1978), actrice
- Johan Bakayoko (2003), voetballer
- Kris Bosmans (1980), wielrenner
- Lucas en Sacha Coenen (2006), motorcrossers
- Dion Cools (1996), voetballer
- Vanina Ickx (1975), rallycoureur
- Justus Lipsius (1547-1606), humanistisch filosoof
- Hector-Jan Loreis (1930-2005), romancier[17][18]
- Bart Mesotten (1923-2012), auteur, promotor in het Nederlandse taalgebied van de haiku
- Alice Nahon (1896 - 1933), dichteres, verbleef twee jaar op internaat in Overijse[19]
- Brigitte Raskin (1947), journaliste en schrijfster
- Nina Rey (2001), actrice
- Iwein Segers (1980), komiek
- Daan Stuyven (1969), zanger en muzikant
- Lucien Theys (1927-1996), atleet
- Michaël Van Droogenbroeck (1978), journalist en verslaggever
- Annelies Van Herck (1975), journaliste
- Robert Van Impe (1992), comedian en youtuber
- William van Laeken (1945), televisiepresentator
- Ine Van Wymersch (1980), juriste, auteur en procureur des Konings Halle-Vilvoorde

## Partnersteden
- Bacharach, in Duitsland
- Bruttig-Fankel, in Duitsland
- Lecco, in Italië
- Mâcon, in Frankrijk
- Modra, in Slowakije

## Trivia
- Overijse wordt uitgesproken met de klemtoon op de eerste lettergreep (vergelijk met de Nederlandse provincie Overijssel waarbij de klemtoon op de derde lettergreep ligt). Franstaligen leggen het accent meestal op de derde lettergreep en spreken de eind-'e' doorgaans niet uit. De Franse uitspraak 'Overisse', gebaseerd op de toenmalige Franse schrijfwijze 'Overyssche', is bij Franstaligen in onbruik geraakt.
- De schrijfwijze in oude spelling 'Overijssche' verdween door de Nederlandse spellinghervorming in 1946, maar is bijvoorbeeld nog steeds terug te vinden op het oude tramstation aan het Stationsplein. In tegenstelling tot bijvoorbeeld 'Ottembourg' voor Ottenburg is de officiële Franse schrijfwijze op verkeersborden in Wallonië ook 'Overijse' geworden en niet langer 'Overyssche'.

## Afbeeldingen

### Verleden

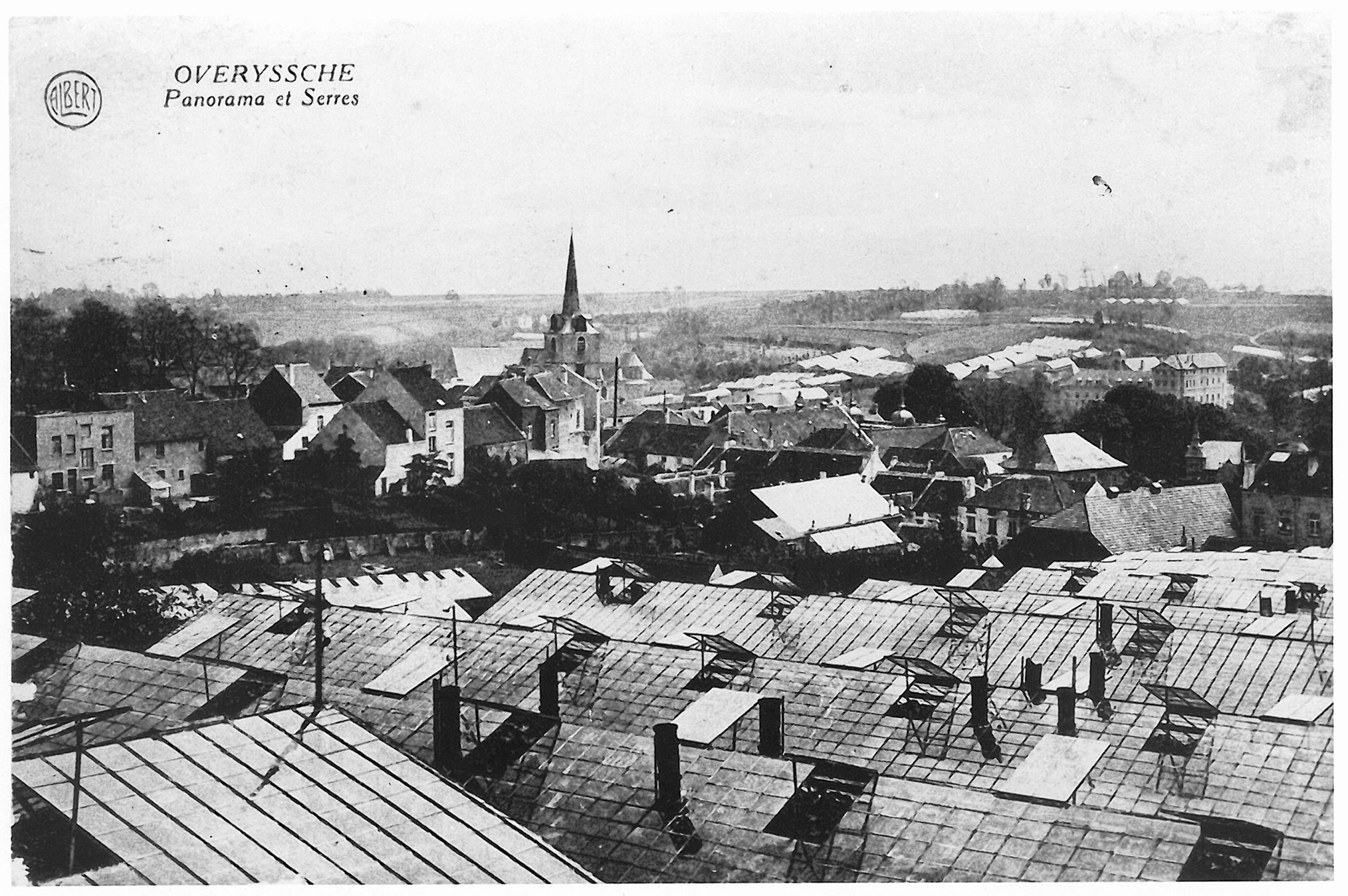
Het centrum
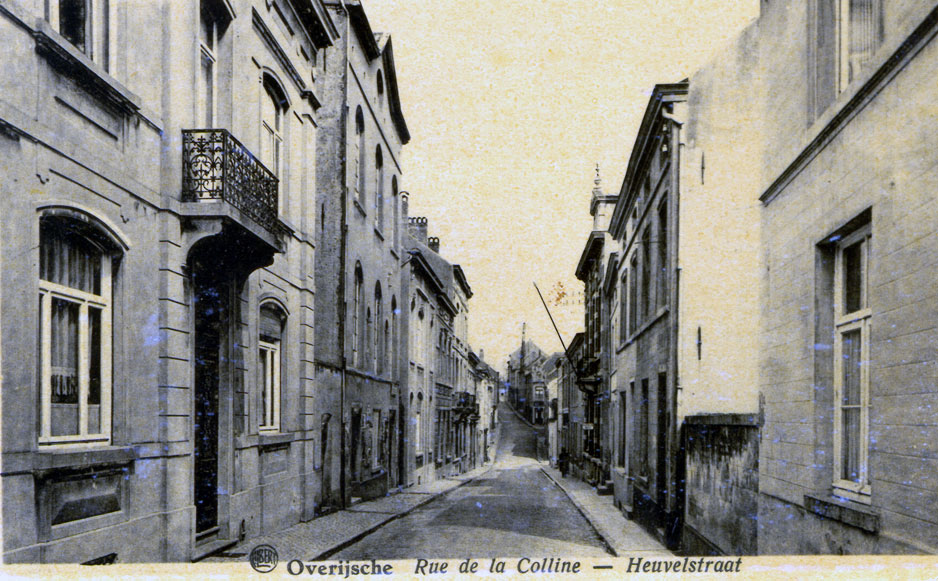
Heuvelstraat
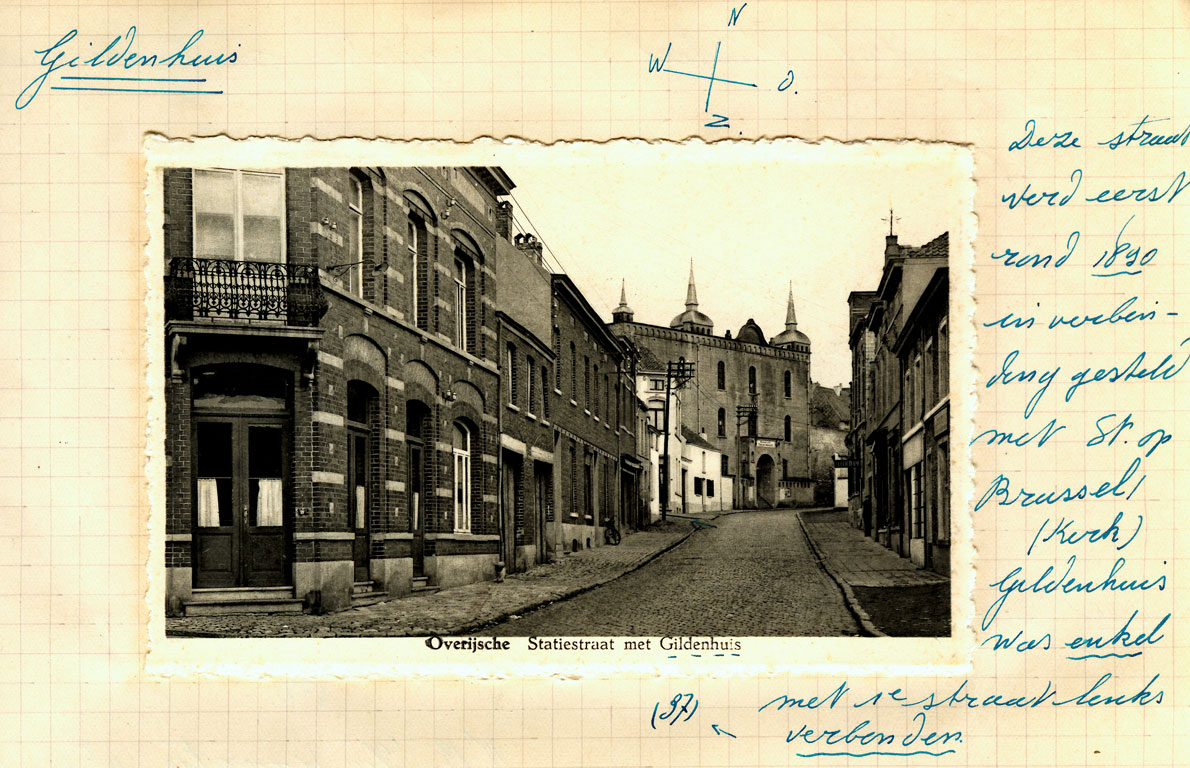
Stationsstraat ter hoogte van Pastoriestraat (voorheen Statiestraat)

### Heden

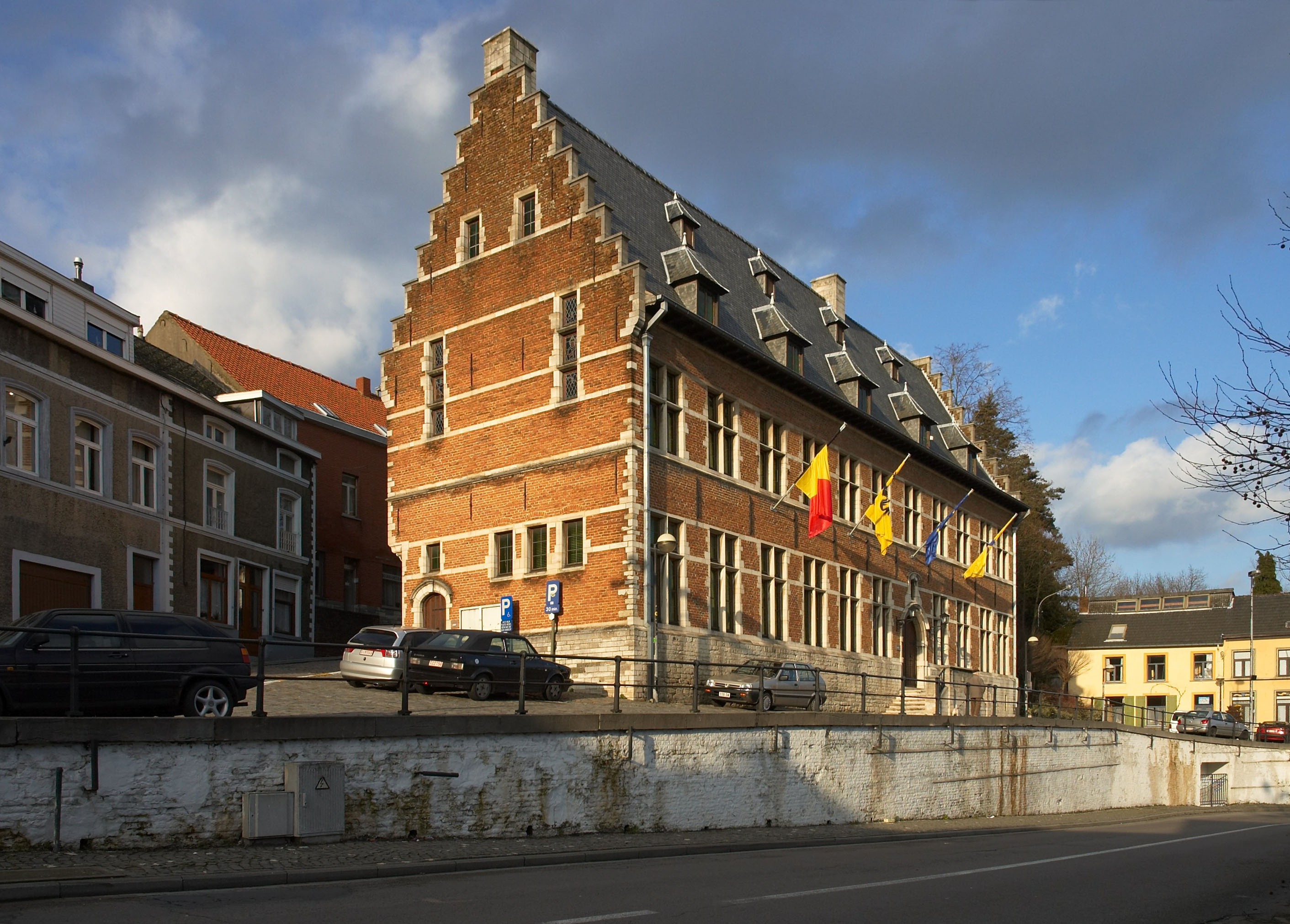
Het oude gemeentehuis
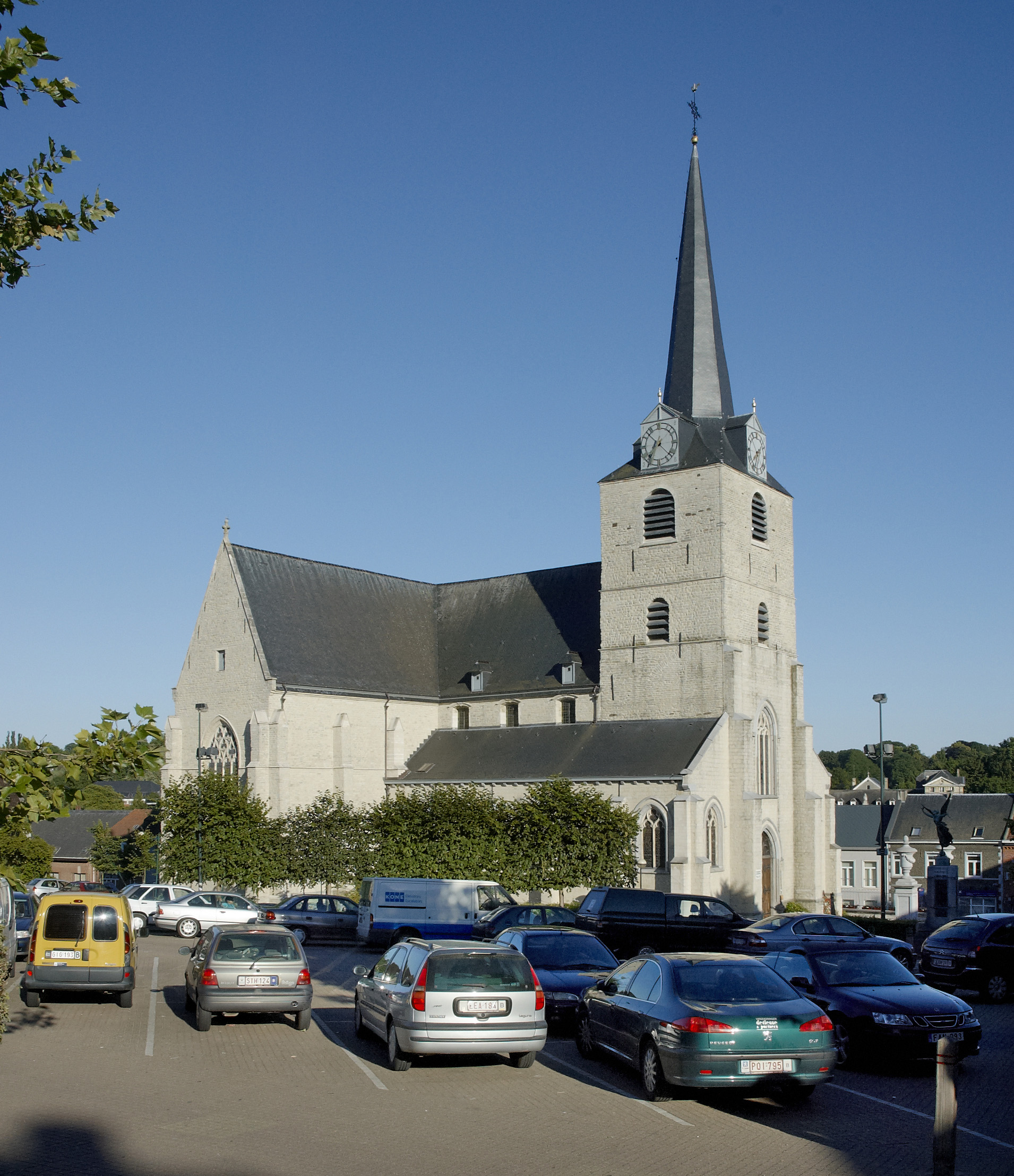
Sint-Martinuskerk
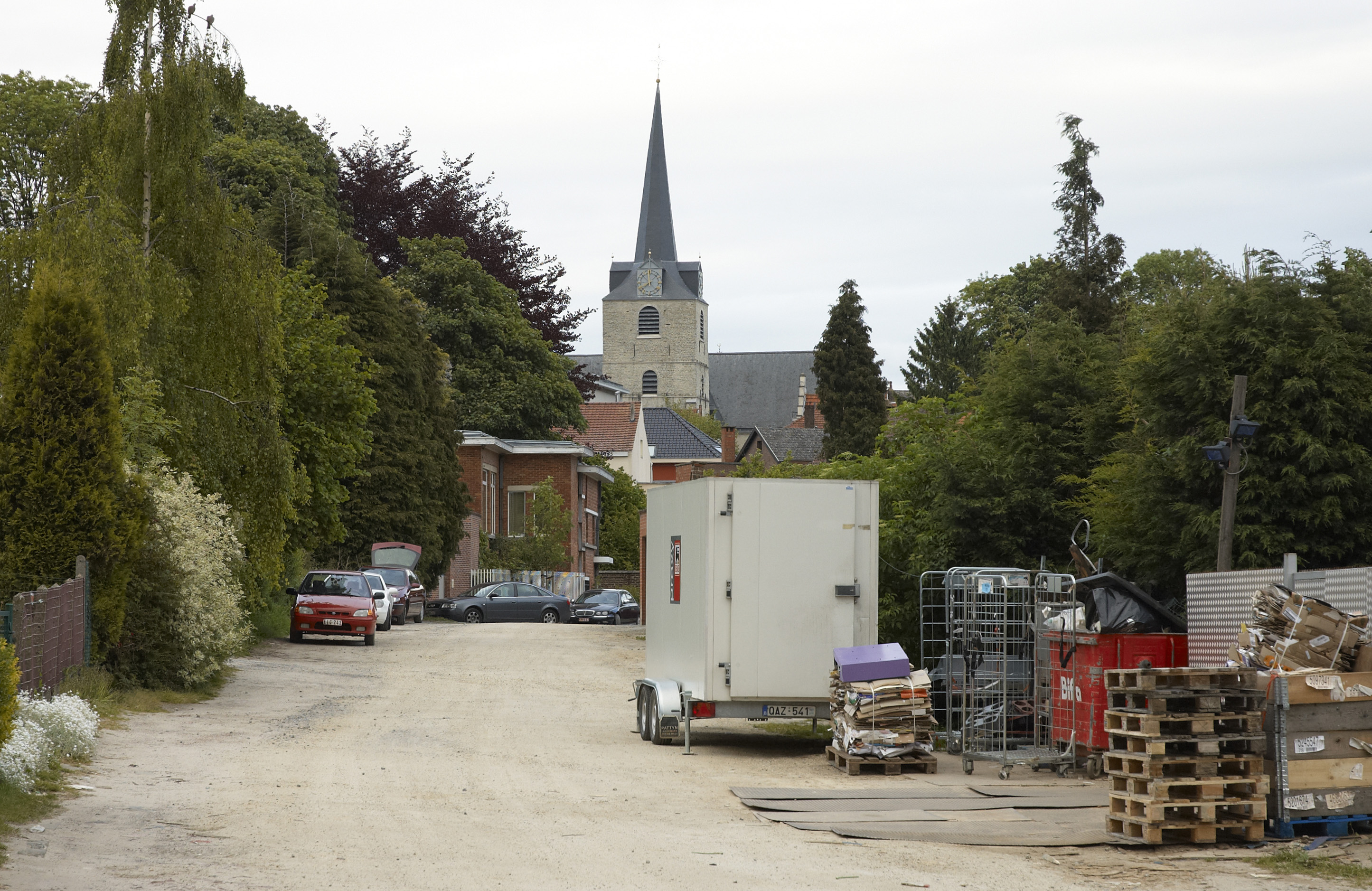
Borchthof
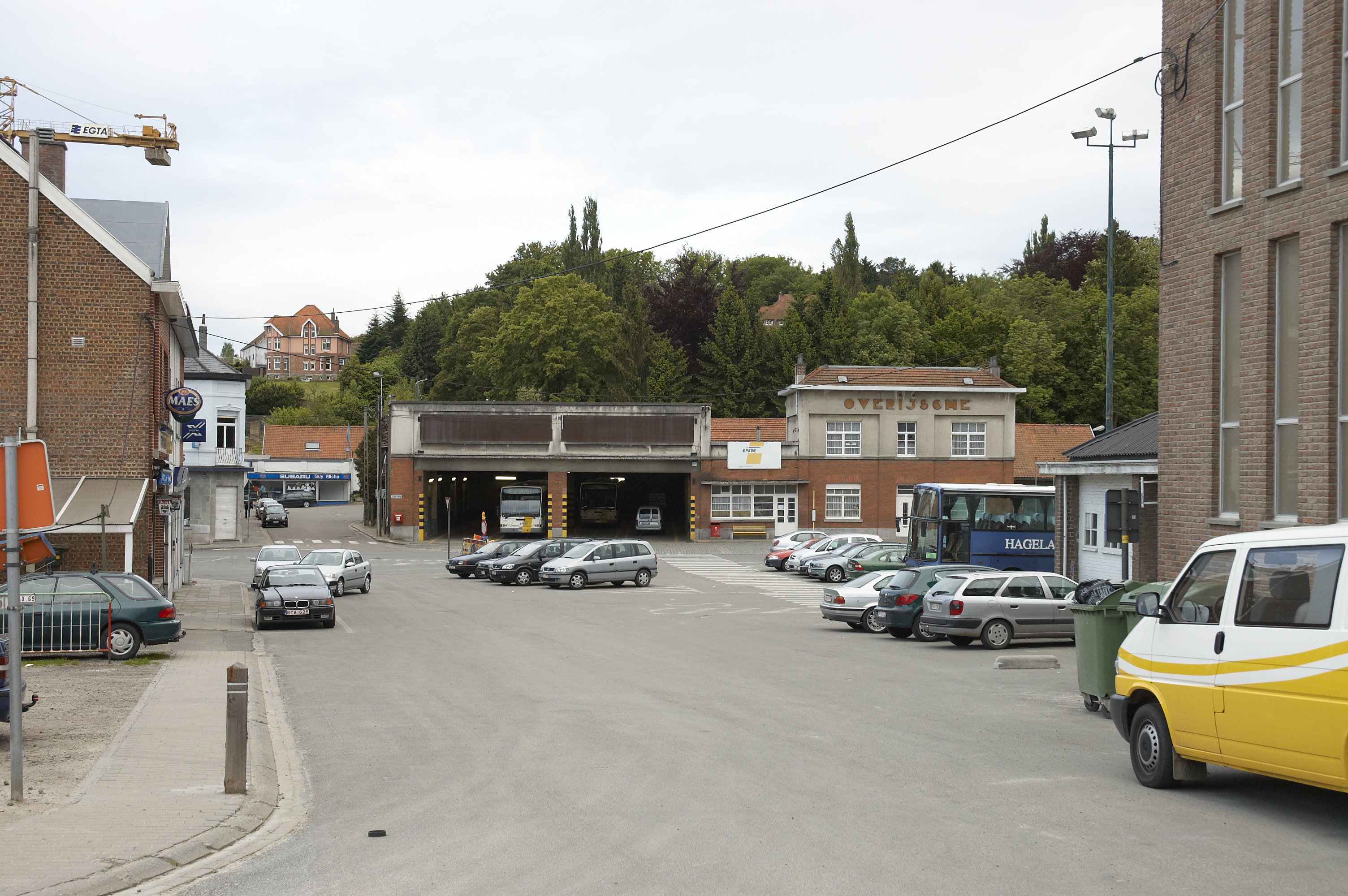
Stationsplein (het oude tramstation is te zien; de busgarage ernaast is inmiddels verdwenen)
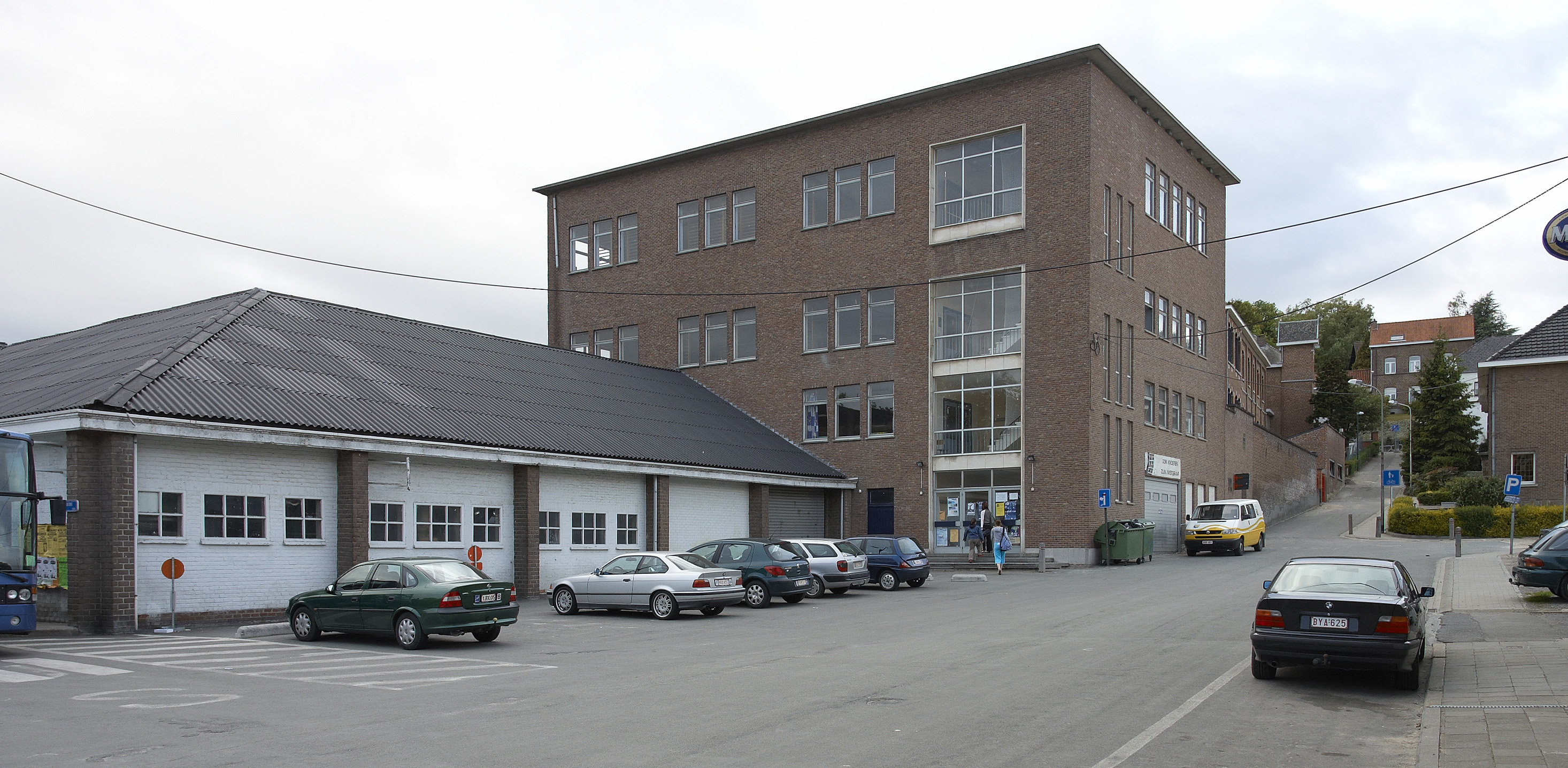
Gemeentelijke Basisschool (tegenover het oude tramstation)
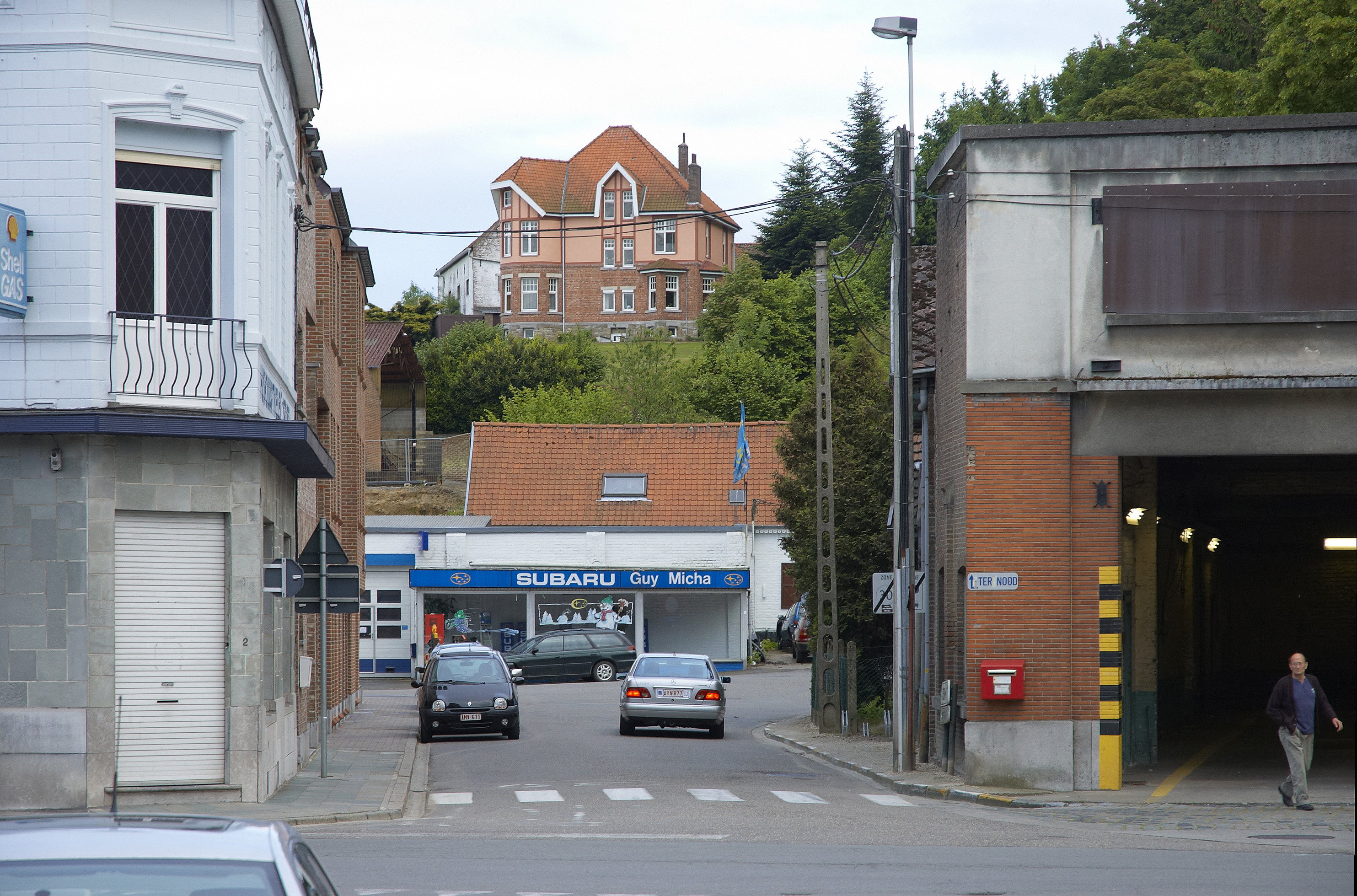
Dieudonnéstraat (rechts de afgebroken busgarage; daarnaast staat het oude tramstation)
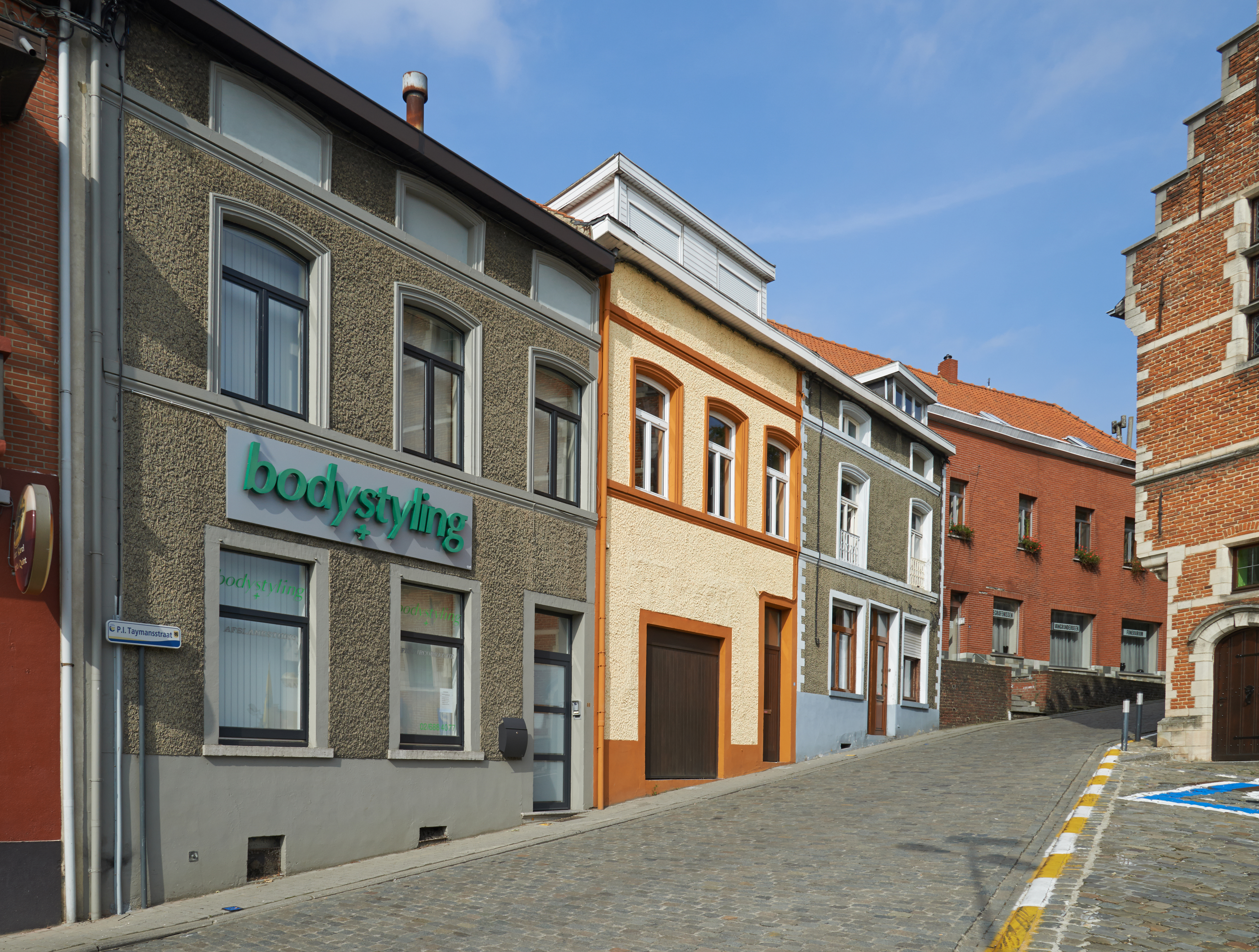
Taymansstraat

## Nabijgelegen kernen
Jezus-Eik, Hoeilaart, Huldenberg, Terlanen, Tombeek, Eizer, Terhulpen